# Heriberto Andrés Bodeant Fernández
Heriberto Andrés Bodeant Fernández (Young, 15 de junho de 1955) é um ministro uruguaio e bispo católico romano de Canelones.
Heriberto Andrés Bodeant Fernández frequentou a escola em sua cidade natal e depois estudou no Instituto de Formación Docente del Uruguay em Paysandú e no Instituto de Pofesores Artigas. De 1975 a 1979 lecionou história em várias escolas públicas de sua cidade natal. Em 1980 Bodeant Fernández entrou no seminário interdiocesano Cristo Rey em Montevidéu e estudou filosofia e teologia católica no Instituto Teológico de Montevidéu. Em 27 de setembro de 1986, recebeu o Sacramento da Ordem para a Diocese de Salto do Bispo Coadjutor de Salto, Carlos Alberto Nicolini, na Igreja do Sagrado Corazón de Jesús em Jovem.
De 1986 a 1988, Heriberto Andrés Bodeant Fernández foi vigário paroquial da paróquia de Nossa Senhora do Pilar em Fray Bentos, antes de se tornar vigário paroquial da paróquia de San José Obrero em Paysandú. Em 1989 foi enviado para a França para continuar seus estudos, onde obteve uma licenciatura em teologia católica pela Universidade Católica de Lyon em 1991. Depois de retornar à sua terra natal, Bodeant Fernández trabalhou brevemente como vigário paroquial da paróquia de Sagrado Corazón em Paysandú. A partir de 1993 lecionou no Instituto Teológico e na Universidade Católica do Uruguai em Montevidéu. De 1998 a 2000, Heriberto Andrés Bodeant Fernández foi secretário da Pastoral Vocacional da Conferência Episcopal do Uruguai, antes de se tornar Diretor do Escritório de Catequese da Diocese de Salto, responsável pela Pastoral da Educação Católica e do Ensino Superior . Foi também membro do Conselho dos Presbíteros e do Colégio dos Consultores.
Em 28 de junho de 2003, o Papa João Paulo II o nomeou Bispo Titular de Ampora e o nomeou Bispo Auxiliar de Salto. O bispo de Salto, Daniel Gil Zorrilla SJ, o consagrou em 27 de setembro do mesmo ano na Catedral de Salto; Os co-consagradores foram o Bispo Emérito de Salto, Marcelo Mendiharat Pommies, e o Bispo de Mercedes, Carlos María Collazzi Irazábal SDB. Seu lema Nada es imposible para Dios ("Para Deus nada é impossível") vem de Lc 1.37 EU. De 2004 a 2009, Heriberto Andrés Bodeant Fernández foi Presidente da Comissão de Pastoral Juvenil e do Departamento de Pastoral Vocacional da Conferência Episcopal do Uruguai.
Em 13 de junho de 2009, o Papa Bento XVI o nomeou ao bispo de Melo.  A posse ocorreu em 18 de julho do mesmo ano. De 2013 a 2016, Bodeant Fernández também foi Secretário Geral da Conferência Episcopal do Uruguai. Desde 2016 é novamente presidente da comissão para a pastoral juvenil e desde 2019 também coordenador nacional da pastoral matrimonial. O Papa Francisco o nomeou Bispo de Canelones em 19 de março de 2021. A posse ocorreu em 18 de abril do mesmo ano.